# Бартонский ярус
| система                                                                          | отдел    | ярус          | Нижняя граница, млн лет |
| -------------------------------------------------------------------------------- | -------- | ------------- | ----------------------- |
| Неоген                                                                           | Миоцен   | Аквитанский   | 23,04                   |
| Палеоген                                                                         | Олигоцен | Хаттский      | 27,3                    |
| Палеоген                                                                         | Олигоцен | Рюпельский    | 33,9                    |
| Палеоген                                                                         | Эоцен    | Приабонский   | 37,71                   |
| Палеоген                                                                         | Эоцен    | Бартонский    | 41,03                   |
| Палеоген                                                                         | Эоцен    | Лютетский     | 48,07                   |
| Палеоген                                                                         | Эоцен    | Ипрский       | 56,0                    |
| Палеоген                                                                         | Палеоцен | Танетский     | 59,24                   |
| Палеоген                                                                         | Палеоцен | Зеландский    | 61,66                   |
| Палеоген                                                                         | Палеоцен | Датский       | 66,0                    |
| Мел                                                                              | Верхний  | Маастрихтский | больше                  |
| Деление и золотые гвозди в соответствии с IUGS по состоянию на декабрь 2024 года |          |               |                         |

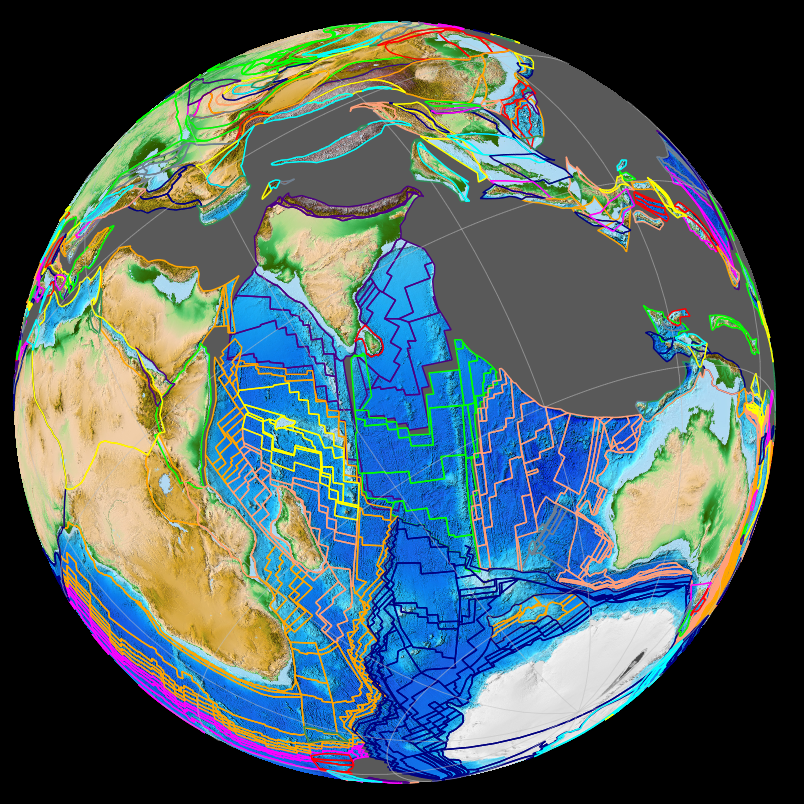
Открытие восточной части Индийского океана 40 млн лет назад: Индийская и Австралийская плиты сливаются

Бартонский ярус (бартон) — средний ярус эоцена. Возраст бартона охватывает время между 41,2 и 37,8 миллионами лет назад. Следует за лютетским ярусом и предшествует приабонскому.

## Стратиграфическое определение
Определение бартонского яруса было введено швейцарским стратиграфом Карлом Майер-Эймаром в 1857 году. Название происходит от топонима Бартон-он-Си (Barton on Sea), рыбацкой деревушки в Южной Англии. Под бартонской группой понимается литостратиграфическое подразделение Хэмпширского бассейна в Южной Англии. Различие между группой и ярусом было введено во второй половине XX века, чтобы различать лито- и хроностратиграфию. 
За нижнюю точку бартонского яруса взято первое появление нанопланктона Reticulofenestra reticulata. До 2009 года нижняя точка бартонского яруса установлена не была. Верхняя точка бартона (и одновременно нижняя точка приабонского яруса) — появление нанопланктона Chiasmolithus oamaruensis.
Бартонский ярус перекрывает часть робиацийского периода эпохи европейских наземных млекопитающих (охватывает 16 зону млекопитающих палеогена), юинтанской и дюшенской эпох североамериканских наземных млекопитающих, часть девисадерской эпохи южноамериканских наземных млекопитающих, а также является ровесником шарамурурской эпохи азиатских наземных млекопитающих.